# Marija Nyikolajevna Romanova orosz nagyhercegnő (1899–1918)
Marija Nyikolajevna nagyhercegnő (oroszul: Великая Княжна Мария Николаевна Романова, Peterhof, 1899. június 26. – Jekatyerinburg, 1918. július 16./17.) orosz nagyhercegnő, II. Miklós orosz cár és Alekszandra Fjodorovna cárné harmadik lánya. 1918. július 16-ról 17-re virradóra a bolsevikok agyonlőtték őt és családját Jekatyerinburgban. Az orosz ortodox egyház 2000-ben szentté avatta őket.

## Család
Marija apja, II. Miklós (oroszul Nyikolaj) alapjában véve rendes, becsületes ember volt – azonban ez nem elég egy reformokra szoruló birodalom irányítására. A cár – annak ellenére, hogy kedves, közvetlen ember volt – nem örvendett nagy népszerűségnek, elsősorban azért, mert mindenképpen meg akarta őrizni egyeduralmát, és nem akart alkotmányos monarchiát Oroszországban. Másrészt a cár német nőt vett el, ami nem tetszett a köztudottan németellenes oroszoknak. Harmadszor Miklós utálta az udvari etikettet (akárcsak a felesége), és szinte menekült Szentpétervárról, ami ugyancsak ellenszenvet váltott ki az ország nemességéből. Marija, Tatyjana nővéréhez hasonlóan, nem állt közel a cárhoz – igaz a cárnéhoz se. Ő az a fajta gyerek volt, aki mindkét szülőjét egyformán szerette.
Alekszandra cárné Alix hessen-darmstadti hercegnőként látta meg a napvilágot. Édesanyja Viktória brit királynő lánya volt, maga Alix pedig a királynő kedvenc unokája. Alix Oroszországban az Alekszandra Fjodorovna nevet kapta, valószínűleg azért, mert ez hasonlított leginkább az „Alix”-ra. A cárina nagyon félénk, visszahúzódó asszony volt, akinek a család volt az első. Marija nemigen kapott nagy figyelmet az édesanyjától, akit lefoglalt a trónörökös betegsége.
Marija Fjodorovna özvegy cárné Marija apai nagyanyja volt. Dagmar dán hercegnőként született, de az ortodox keresztségben a Marija Fjodorovna nevet kapta. Mimi vagy Minni (ahogy a család nevezte) zsarnok anya volt, aki meg akarta tartani befolyását Miklós cár felett. Emiatt aztán nagy csatákat vívott Alekszandra Fjodorovnával, és ha lehetett, kerülte a cári családdal való együttlétet. Marija valószínűleg utána kapta a nevét, és ha a nagymama meglátogatta őket, nagyon elkényeztette Marija, csakúgy, mint a többi unokáját.
Olga Marija idősebb nővére volt. A két lány nem állt közel egymáshoz – a négy év korkülönbség náluk már soknak számított. Olgya sokat olvasott, Tatyjanával beszélgetett, és a nyári nyaralások alkalmával apjával úszott, teniszezett. Ezzel szemben Marija inkább a család állataival foglalkozott és Anasztaszijával meg Alekszejjel játszott.

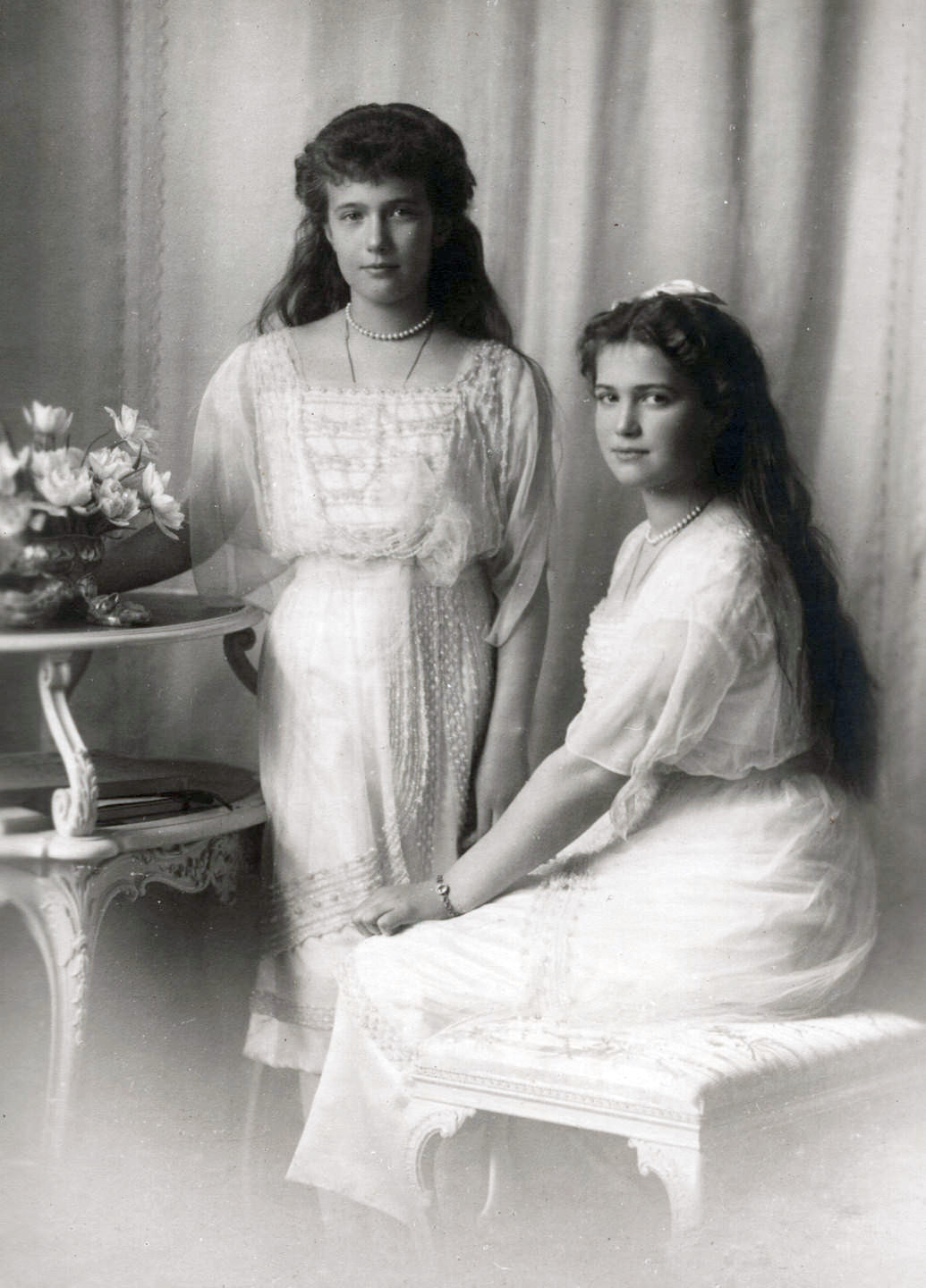
Marija és Anasztaszija 1914-ben, hivatalos fényképen

Tatyjana Marija fiatalabb nővére volt. Tatyjana és Marija – bár kétségtelenül nagyon szerették egymást – nem sok közös dologban vettek részt. Kevés időt töltöttek együtt, leginkább azért, mert alig hasonlítottak egymásra.
Anasztaszija Marija húga volt. A két lány rengeteget játszott együtt, és nagyon közel álltak egymáshoz. Mindketten szerettek rajzolni, játszani, és az állatokkal foglalkozni. Marija és Anasztaszija (hasonlóan a nővéreikhez) gyakran „összeöltöztek”, és ők is sok hivatalos fényképen szerepelnek együtt.
Alekszej Marija öccse volt. A két testvér nagyon szerették egymást, és sok idő töltöttek együtt. Marija nagyon aggódott a cárevics betegsége miatt, de ezt nem mutatta.

## Marija személyisége

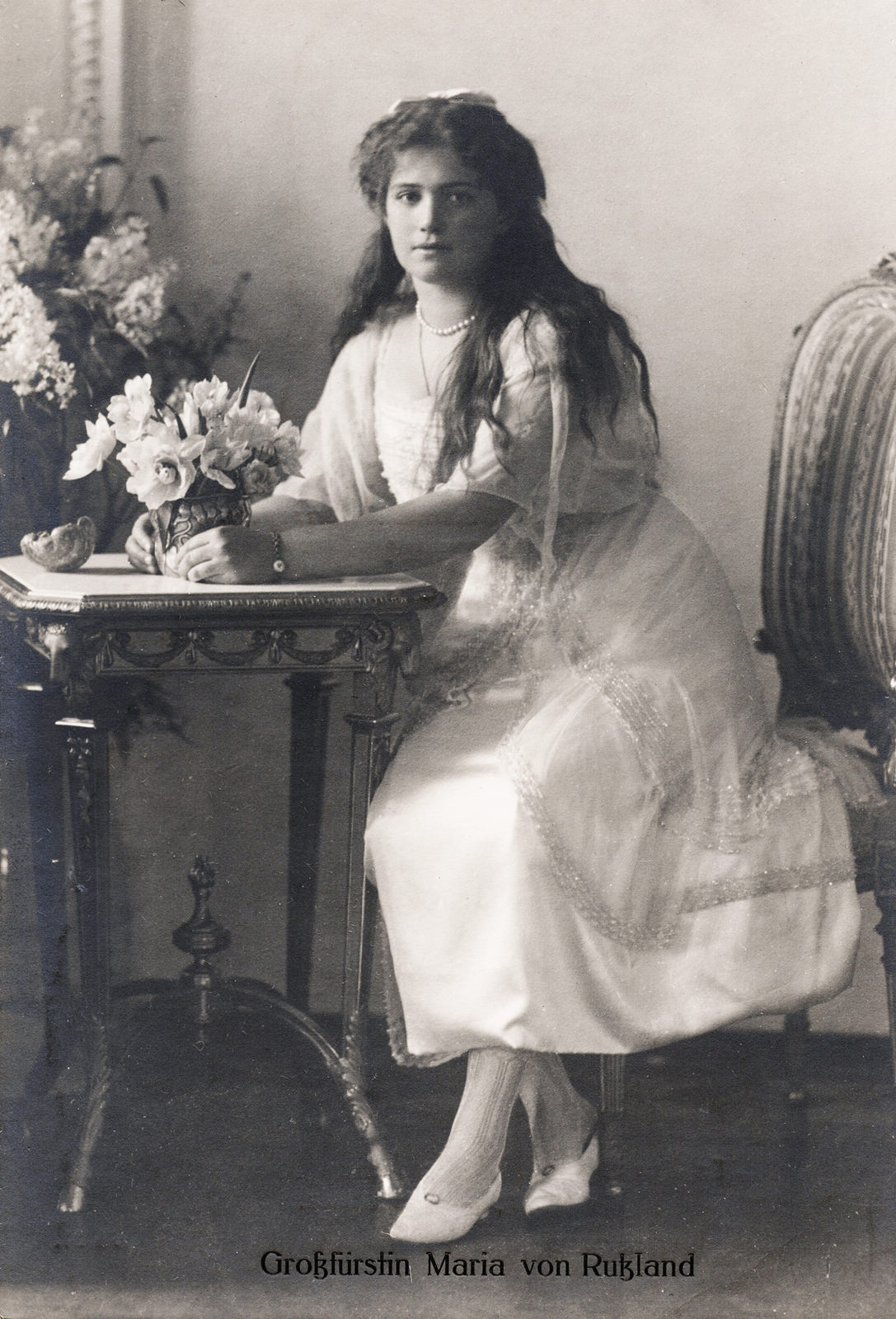
Marija 1914-ben

Marija kedves, csinos lány volt, aki nagyon szerette a gyerekeket és az állatokat. A családban gyakran szólították „Angyalnak”, mert jó szíve volt, és mindenkin segíteni akart. Szüleit és testvéreit nagyon szerette, mégis édesapja és a húga állt hozzá a legközelebb.
„Mária gyönyörű, korához képest magas lány volt, aki majd kicsattant az egészségtől. Hatalmas szürke szemei voltak. Ízlése egyszerű volt, meleg szívével pedig ő maga volt a megtestesült kedvesség…”
A cári család számára nagyon fontos volt egy fiúgyermek, mivel ő örökölhette a trónt. Amikor a nagyhercegnő megszületett 1899-ben, a család ugyanúgy örült neki, mint a nővéreinek. Dajkája ezt írta a kisbabáról: „Gyakran gondolok arra, hogy jó született, az eredendő bűn legkisebb nyoma nélkül.” A nép körében azonban az ünneplés már korántsem volt annyira lelkes és őszinte, mivel egy cárevicsre vártak.
Marja kivételével az összes cári gyereknek volt valamilyen saját állata. A nagyhercegnő azonban nem kért egy külön kisállatot – jobb szerette inkább az összeset gondozni, szeretgetni.
Családjával leginkább a Sándor-palotában élt, elvonulva a nyilvánosságtól. Nyaranta főleg livádiai palotájukban tartózkodtak, vagy a cári jachttal, a Standarttal szelték a vizeket. Ezenkívül sokat utaztak: főleg Finnországba, de gyakran megfordultak Moszkvában, Szentpétervárott, Lengyelországban, és természetesen gyakran meglátogatták Alekszandra Fjodorovna rokonait Darmstadtban, vagy Mária Fjodorovna szüleit Dániában.

### NAOTMAA

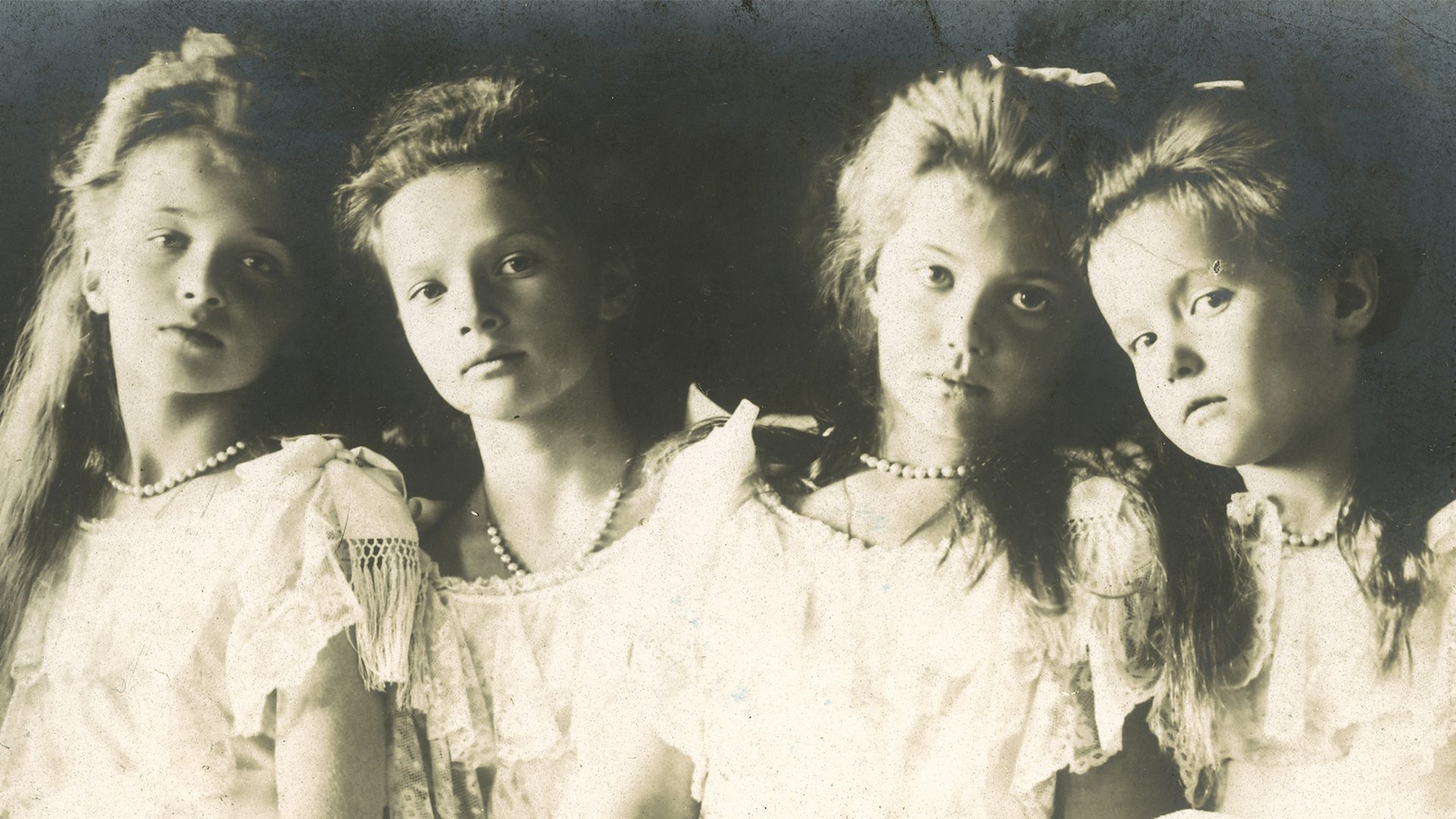
Marija nagyhercegnő a testvéreivel 1906-ban (balról jobbra: Olga, Tatyjana, Marija, Anasztaszija

Mariján kívül még három leánygyermeke volt a cári családnak: az 1895-ben született Olga, az 1897-ben világra jött Tatyjana, és az 1901-ben érkező Anasztaszija. A négy lány nevének kezdőbetűjéből az „OTMA” jött ki, és a nagyhercegnők ezentúl gyakran csak így írták alá a nevüket. Olga és Tatyjana alkotta a „Nagy Párt”, Marija és Anasztaszija pedig a „Kis Párt”. A lányok – annak ellenére, hogy nagyon különbözőek voltak – szinte mindig egymás társaságát élvezték. A családhoz közel állók egyike írta erről: „Keresve sem lehetne négy jobban különböző nővért találni, és mégis annyira tökéletesen összefogja őket a szeretet, ami nem zárja ki a személyi függetlenséget, hogy még a jelentősen eltérő temperamentumuk ellenére is a legegységesebb családot alkotják…”
Az OTMA szóhoz jött még a szülők és Alekszej cárevics nevének kezdőbetűi, és így a család egyszerűen csak „NAOTMAA” volt.
Marija hivatalos címe oroszul „Velikaja Knyazsnya” (Великая Княжна), ami magyarul a „nagyhercegnőnek” felel meg. Így Mariját hivatalosan Ő Cári Fenségnek kellett szólítani, és rangban (elvileg) fölötte állt a „Királyi Fenségeknek”. Azonban a családja és a barátai „Marija Nyikolájevnának” hívták, vagy a becenevén szólították (Máska).

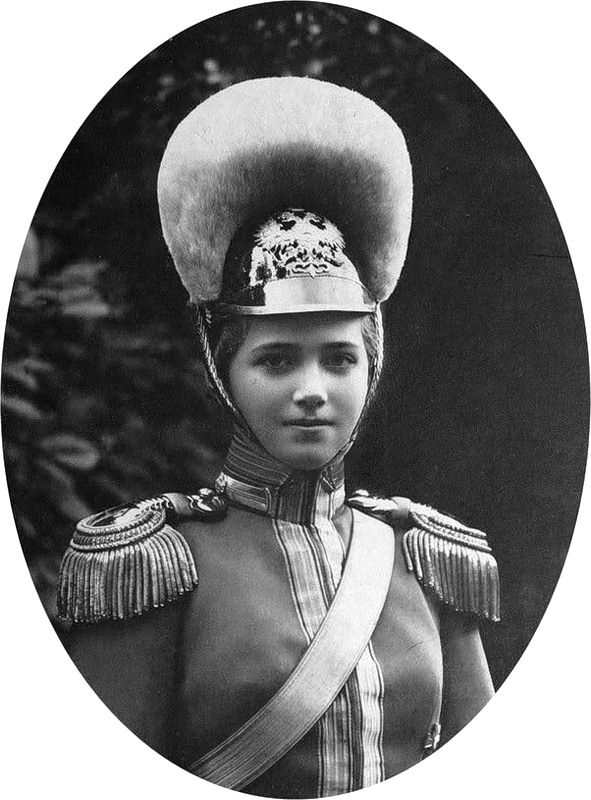
Marija uniformisban

Marija (csakúgy, mint a nővérei) kapott „ajándékba” egy ezredet, mégpedig az 5. Kazanszkij Dragonyos regimentet. Ez remek lehetőségeket adott arra, hogy a nagyhercegnő kiegészítse a saját és az ezrede ruhatárát, valamint hogy egyenruhában jelenjen meg a felvonulások alkalmával.

## Grigorij Raszputyin
Az angol királyi családban gyakran megjelent a hemofília (vérzékenység). Az orosz uralkodócsalád már Alekszandra Fjodorovna cárné előtt is szoros rokoni kapcsolatban állt az angol királyi családdal, de Alix-szal meg pláne. Alekszej nagyhercegen a vérzékenység nem sokkal a születése után megmutatkozott, így a trónutódlás veszélybe került. A cári család megpróbálta titokban tartani a trónörökös betegségét, de – bár nem tudták, hogy milyen betegségről van szó – mindenki sejtette, hogy valami nincs rendben a cáreviccsel.
Grigorij Raszputyin ügyes szélhámos volt, aki egyházi személynek, vándorló szerzetesnek adta ki magát. Azt állította magáról, hogy segíteni tud a cárevics betegségén. A cári család – elsősorban a kétségbeesett cárina – hitt neki, és a bizalmába fogadta. Családtagjaihoz hasonlóan Mária is meg volt győződve arról, hogy Raszputyin igaz barátjuk, aki képes megmenteni Alekszejt. Raszputyin gyakran szólította Mariját az „ő Gyöngyének”, és gyakran magasztalta Marija „egyszerű lelkét”. A nép viszont gyűlölte Raszputyint, közönséges szemfényvesztőnek tartották. (Bár gyakran valóban tudta enyhíteni a cárevics fájdalmait.) Az oroszok hite egy idő után megrendült a „cár atyuskában” és a „cárné anyácskában”.
Raszputyint 1916-ban Péterváron orosz arisztokraták meggyilkolták – egyesek szerint azért, mert azt várták, ettől úgy megrendül a cári család, hogy a cár lemond; mások szerint azért, mert az angolok veszélyt láttak Raszputyinban, aki arra akarta rávenni a cárt, hogy kössön békét Németországgal. Raszputyin meggyilkolása viszont – bár kétségtelenül megrendítette a családot – nem bírta lemondásra a cárt.

## Az első világháború

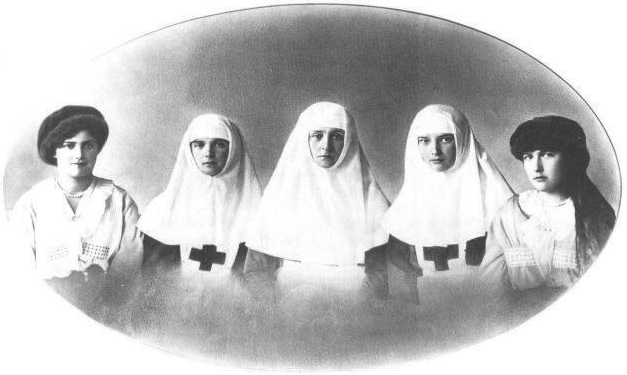
A cárné és a nagyhercegnők a Vöröskereszt szolgálatában

Oroszország belépett a világháborúba. A súlyos veszteségek, a szenvedés és nélkülözések nyomán az emberek tiltakoztak a háború ellen, ellenszenvük a német származású cárné ellen egyre fokozódott. Maga Alekszandra cárné a két nagyobb leányával beállt kórházi ápolónőnek, nap mint nap sebesült katonákat ápolt. Marija és Anasztaszija még túl fiatal volt ahhoz, hogy beálljanak ápolónőnek, így ők csak meglátogatták néha a sebesült katonákat, és úgy tartották őket számon, mint „a kórházak patrónáit”. Az ő támogatásukkal hoztak létre egy kórházat Carszkoje Szelo mellett, ahol a két fiatalabb nagyhercegnő rendszeresen meglátogatta a sebesülteket, felolvastak nekik, beszélgettek velük.
Noha Marija egy ezred tulajdonosa volt, ő maga nem vonult küzdeni a frontra. Egy idő után azonban az emberek annyira ellenségesek lettek a nagyhercegnőkkel és a cárnéval szemben, hogy kiléptek az ápolónői szolgálatból. Ezután Marija a nővéreivel a szegényebb vidékeket járta, hogy az árva gyerekeken segíthessen ruhákkal.

## Fogság és halál
A február 23-i polgári forradalom után a cári család házi őrizetbe került Carszkoje Szelóban. Később a nép ellenségeskedése miatt továbbszállították őket Tobolszkba, majd innét a fehér (royalista) csapatok közeledése miatt az Urál-hegységben lévő Jekatyerinburgba. Itt egy mérnök birtokán, az Ipatyev-házban szállásolták el őket. Sok olyan legenda keringett, miszerint Mariját szoros kapcsolat fűzte az egyik őrhöz, és így a lányok el tudtak szökni délre. Július 16-án éjjel Jakov Jurovszkij, a foglyokat őrző osztag parancsnoka leparancsolta a családot a pincébe azzal az ürüggyel, hogy fényképet akarnak készíteni róluk. Itt felolvasták nekik a halálos ítéletüket, majd fénykép helyett sortüzet lőttek a családra, orvosukra és arra a néhány cselédre, akik hűségesen velük maradtak a fogságban is. A lövések után a puskapor füstje miatt kinyitották az ablakokat, de a négy lány közül három sikoltozva felült: a fűzőjükbe varrt családi ékszerekről visszapattantak a golyók. Mivel az ablakok nyitva voltak, a katonák nem mertek rájuk lőni, nehogy felverjék a várost, ezért őket puskatussal verték agyon.
 A családot ezután becsomagolták a saját ágyneműjükbe, kocsira tették és kivitték őket a város melletti erdőbe. A holttesteket savval leöntötték, majd elásták, illetve elégették. Július 17-ére virradóra a cári család maradványai már a föld mélyén pihentek, jó mélyre elásva.

## Legenda és szentté avatás
A szovjet diktatúra által elnyomott oroszok hinni kezdtek abban, hogy a Romanovok nem is haltak meg azon az éjszakán, hanem külföldön élnek valahol álnév alatt. Számos olyan ember bukkant fel, akik azt állították magukról, hogy a cári család tagjai. Jekatyerinburgban a '90-es években öt csontvázat találtak, amikről feltételezték, hogy a cári család tagjaié. Viszont két test (pont Marijáé és Alekszejé) hiányzott, és ez számos találgatásnak adott okot. 2007 augusztusának közepén viszont megtalálták a maradék két test maradványait, így bizonyítva látszik, hogy azon az éjszakán mindenki meghalt. Az ortodox egyház és számos tudós, valamint az oroszok egy része azonban nem hiszik, hogy a meglelt csontok az utolsó cár családjáé.
1981-ben a külföldi orosz ortodox egyházak szent mártírokká nyilvánították II. Miklóst és Alekszandrát, gyermekeikkel együtt. 1998. július 17-én, nyolcvan évvel a cári család lemészárlása után a nekik tulajdonított csontokat újratemették a szentpétervári Péter–Pál-székesegyházban. 2000-ben pedig az orosz ortodox egyház szentté avatta az utolsó cári családot.
2005-ben a Romanov család nevében a Spanyolországban élő Marija Vlagyimirovna nagyhercegnő kérvényt nyújtott be, hogy rehabilitálják a cárt és családját, a kérvényt azonban 2007-ben elutasították. 2008-ban az ügy új fordulatot vett; az orosz legfelsőbb bíróság II. Miklóst és családját jogtiprás áldozatának ismerte el és rehabilitálta.

## Külső hivatkozások
- Alexander Palace Discussion Forum (képek, érdekességgel; angol nyelvű)